# Maximilian Senft
Maximilian Senft (* 4. August 1989 in Wien) ist ein ehemaliger österreichischer Fußballspieler und nunmehriger -trainer. Bis 2015 trat er auch als Pokerspieler in Erscheinung.

## Fußballkarriere

### Als Spieler
Senft begann seine Karriere beim FCN St. Pölten. Ab 1998 spielte er in der Jugend des SV Gerasdorf/Stammersdorf. Im Jänner 2009 wechselte er zum sechstklassigen SV Langenzersdorf. In Folge spielte er für die unterklassigen Teams USV Gaweinstal, SV Stetten, DSG Inter Leopoldau und nochmals Stetten, ehe er seine Karriere als Aktiver nach der Saison 2017/18 im Alter von 28 Jahren beendete.

### Als Trainer
Senft war ab der Saison 2015/16 als Jugendtrainer beim SV Leobendorf tätig. Zur Saison 2016/17 wurde er Co-Trainer beim viertklassigen ASK Mannersdorf. Im Jänner 2017 wechselte er zum SC Pinkafeld, wo er ebenfalls als Co-Trainer fungierte. Im Mai 2017 wurde er zum Cheftrainer des Landesligisten befördert. Nach aber nur sieben Spielen im Amt verließ er das Team zur Saison 2017/18 wieder und schloss sich dem Zweitligisten Floridsdorfer AC an, bei dem er Co-Trainer von Thomas Eidler wurde. Im März 2018 verließ er den FAC wieder, nachdem Eidler das Team ebenfalls verlassen hatte.
Zur Saison 2018/19 wurde er anschließend von Thomas Letsch als Co-Trainer zum Bundesligisten FK Austria Wien gelotst. Zur Saison 2019/20 zog er innerhalb der Liga weiter zum Wolfsberger AC, bei dem er Gerhard Struber assistierte. Bereits im November 2019 verließ er die Kärntner aber wieder: Er wechselte mit Struber gemeinsam nach England zum Zweitligisten FC Barnsley.
Zur Saison 2020/21 kehrte Senft allerdings wieder nach Österreich zurück und übernahm ein zweites Mal den Landesligisten Pinkafeld als Trainer. Zusätzlich trainierte er dann ab der Saison 2021/22 den Frauen-Bundesligisten FC Südburgenland. Mit Südburgenland stieg er aber am Ende der Saison 2021/22 aus der ÖFB Frauen-Bundesliga ab. Zur Saison 2022/23 verließ er sowohl Pinkafeld als auch Südburgenland und wurde Trainer der Amateure des Bundesligisten SV Ried.
Im März 2023 wurde er als Nachfolger von Christian Heinle zum Cheftrainer der Bundesligaprofis befördert.

## Pokerkarriere
Senft erzielte seine erste Geldplatzierung bei einem Live-Turnier Ende Oktober 2011 im Montesino Casino in Wien. An gleicher Stelle erreichte er Mitte April 2012 beim Main Event der World Poker Tour den Finaltisch und beendete das Turnier auf dem mit über 35.000 Euro dotierten siebten Platz. Im März 2013 gewann der Österreicher im King’s Resort in Rozvadov das Main Event der German Championship of Poker und sicherte sich damit seinen ersten Sieg bei einem Live-Turnier, für den er den Hauptpreis von mehr als 50.000 Euro erhielt. Im Juli 2014 war er erstmals bei der World Series of Poker im Rio All-Suite Hotel and Casino am Las Vegas Strip erfolgreich und kam zunächst bei einem Turnier der Variante No Limit Hold’em in die Geldränge. Anschließend erreichte Senft im Main Event als einziger deutschsprachiger Spieler den siebten Turniertag, an dem er auf dem mit rund 565.000 US-Dollar dotierten elften Rang ausschied. Beim Main Event der European Poker Tour wurde er Ende August 2014 in Barcelona 14. und erhielt 62.000 Euro. Seine bis dato letzte Geldplatzierung erzielte der Österreicher im August 2015.
Insgesamt hat sich Senft mit Poker bei Live-Turnieren knapp 900.000 US-Dollar erspielt, womit er zu den 20 erfolgreichsten österreichischen Pokerspielern zählt.